# Атлас (сателит)
Атлас је један од Сатурнових сателита. Открио га је 1980. године Ричард Терил који га је запазио на сликама које је сликао Војаџер 1. Назван је S/1980 S 28, да би касније (1983. године) добио име Атлас, по титану из грчке митологије.